# Il riposo (Bouguereau)
Il riposo (Le repos) è un dipinto olio su tela realizzato dall'artista francese William-Adolphe Bouguereau nel 1879. Di dimensioni 164.5x107 cm, è conservato al Museum of Art di Cleveland.

## Descrizione
L'opera raffigura una giovane madre, seduta con i suoi figli all'ombra di un albero. Uno dei bambini dorme, poggiando la testa sulle gambe della madre, mentre l'altro è sveglio ed è seduto in grembo ad essa. Sullo sfondo a destra, oltre le fronde degli alberi, è raffigurata la Cupola di San Pietro. 
L'opera è estremamente realistica in ogni suo dettaglio, caratteristica tipica delle opere di Bouguereau.
La disposizione dei personaggi ricorda l'iconografia raffaelliana della Sacra Famiglia.
In basso, a sinistra, è possibile osservare la firma artistica di Bouguereau.